# Международный аэропорт имени Туссен-Лувертюра
Международный аэропорт имени Туссен-Лувертюра (фр. Aéroport International Toussaint Louverture (ИАТА: PAP, ИКАО: MTPP)) — международный аэропорт, расположенный в пригороде Порт-о-Пренса, Гаити. Является главными воздушными воротами страны и хабом авиакомпании Sunrise Airways.
Неофициально он называется «аэропорт Маис-Гате» в честь района на равнине Куль-де-Сак, где был построен аэропорт.

## История
Во время американской оккупации Гаити Корпус морской пехоты США разместил подразделения морской разведки с использованием самолетов HS-1 и HS-2 на территории современного аэропорта.
В 1942 году морская пехота США была отправлена на Гаити для строительства объекта для обслуживания самолетов Douglas O-38, используемых Гаитянским авиакорпусом для наблюдения за действиями нацистской Германии в регионе. Морская пехота США построила небольшой гражданский и военный аэродром под названием Боуэн-Филд, расположенный недалеко от района Шансерель в пригороде Порт-о-Пренса. Боуэн-Филд использовался ВВС Гаити для почтовых и пассажирских перевозок, а затем, начиная с 1961 г, её сменила Compagnie haïtienne de transports aériens. В 1950-х и 1960-х годах он был американской авиабазой. Нынешний аэропорт, расположенный к северо-востоку от Боуэн-Филд, был построен на грантовые деньги правительства США и в основном на деньги из бюджета. Он был открыт как международный аэропорт имени Франсуа Дювалье в 1965 году, и назван в честь тогдашнего президента Франсуа Дювалье. Старый аэропорт был выведен из эксплуатации после 1994 года, и сейчас здесь находится лагерь для внутренне перемещенных лиц и спортивный центр. Взлетно-посадочная полоса теперь является частью авеню Хайле Селассие.
Когда сын и преемник Дювалье, Жан-Клод Дювалье, ушел в отставку в 1986 году, аэропорт был переименован в «международный аэропорт Порт-о-Пренс». В 2003 году президент Гаити Жан Бертран Аристид снова переименовал аэропорт в «международный аэропорт имени Туссен-Лувертюра» в честь лидера Гаитянской революции Франсуа Доминика Туссен-Лувертюра.
Аэропорт сильно пострадал от землетрясения на Гаити в 2010 году. 25 ноября 2012 года президент Гаити Мишель Жозеф Мартейи открыл недавно отремонтированный терминал аэропорта.
7 июля 2021 года, после убийства президента Гаити Жовенеля Моиза, аэропорт был закрыт, а рейсы были отправлены обратно в места их происхождения.

## Характеристики
Главным зданием аэропорта является международный терминал. Это двухэтажное здание из бетона и стекла. На втором этаже главного здания находятся залы ожидания и несколько розничных магазинов. Стойки регистрации, гейты и иммиграционные службы находятся на нижнем этаже. Терминал имени Гая Малари, названный в честь бывшего министра юстиции Гаити Гая Малари используется для внутренних рейсов. Есть и другие здания, используемые для авиации общего назначения и грузовых рейсов. В аэропорту есть телетрапа, но большинство пассажиров поднимаются в самолет по передвижным трапам. Перон рассчитана на 12 самолетов.
Аэропорт должен быть полностью перепроектирован к 2015 году. Реконструкция аэропорта заключается в добавлении 14 выходов к терминалу, а также увеличении основного пассажирского терминала. По состоянию на 15 июня 2016 г. ведется строительство рулежной дорожки для увеличения пропускной способности, поскольку в настоящее время рулящие самолеты должны использовать действующую взлетно-посадочную полосу для руления к месту взлета. Работы выполняются Китайской национальной корпорацией систем автоматического управления, у которой есть несколько крупных строительных контрактов с правительством Гаити.

## Статистика
Данные из запроса в Викиданные.

## Наземный транспорт
Аэропорт связан с Порт-о-Пренсом при помощи национального шоссе 1.

## Авиакатастрофы и происшествия
- 3 марта 1980 г.: Learjet, выполнявший корпоративный чартерный рейс от имени Merchant Bank, разбился в горах по прибытии в аэропорт. Один пассажир и два члена экипажа погибли[16].
- 12 июля 1980 г.: при заходе на посадку разбился самолет Douglas C-47, в результате чего погибли все три человека, находившиеся на борту. Самолет использовался для незаконной перевозки марихуаны[17].
- 7 декабря 1995 г.: Самолет Air St. Martin Beechcraft 1900D врезался в гору на высоте 1533 м в 30 км от аэропорта. Два члена экипажа и 18 пассажиров погибли[16].
- 12 февраля 1996 г.: самолет GAF Nomad авиакомпании Haiti Express разбился вскоре после взлета. Два члена экипажа и 8 пассажиров погибли[16].
- 31 августа 2007 г.: Cessna Grand Caravan авиакомпании Caribintair разбился вскоре после взлета в 5 км от аэропорта. Смертельных травм не было[16].
- 11 сентября 2007 г.: Всего через одиннадцать дней после предыдущей аварии рядом с аэропортом произошла еще одна авиакатастрофа Cessna Grand Caravan, на этот раз самолет приземлился в 10 км от взлетно-посадочной полосы[16].
- 26 мая 2013 г.: Транспортный самолет KC-137 ВВС Бразилии отклонился от взлетно-посадочной полосы после возгорания двигателя во время взлета и врезался в землю рядом с взлетно-посадочной полосой. Самолет перевозил 121 бразильского солдата, развернутого в составе Стабилизационных сил ООН на Гаити (МООНСГ), но о пострадавших не сообщалось. Небольшим самолетам было разрешено возобновить полеты на следующий день, но рейсы больших самолетов, которые не смогли не зацепить KC-137, были приостановлены на несколько дней[18].